# 찬보종
찬보종(贊普鍾, 752년 ~ 768년)은 중국 운남성(雲南省) 지역에 존재하였던 국가 남조(南詔)의 군주 신무왕(神武王) 각라봉(閣羅鳳)의 첫번째 연호이다. 운남 지방 왕조 최초의 연호이다.
찬보종(贊普鍾)의 의미는 첸포(贊普)의 동생이라는 뜻으로, 토번(吐蕃)의 첸포인 치데축첸(赤德祖贊)이 남조 왕국 간의 동맹을 기념하여 남조 국왕에게 찬보종의 호칭을 하사하였으며, 남조 국왕은 하사 받은 호칭을 연호로 사용하기에 이른다.

## 연호 기록
- 곽송년(郭松年) 작 《대리행기》(大理行記) : 「又北行十五里至大理，名陽苴咩城，亦名紫城，方圍四五里，卽蒙氏第五主神武王閣羅鳳贊普鍾十三年甲辰歲所築，時唐代宗廣德二年也。」

- 구당서(舊唐書) 남만열전(南蠻列傳) - 남조만(南詔蠻) : 「吐蕃令閣羅鳳為贊普鐘，號曰東帝，給以金印。蠻謂弟為「鐘」，時天寶十一年也。」

## 연대 대조표
| 찬보종     | 원년       | 2년        | 3년        | 4년        | 5년        | 6년        | 7년        | 8년        | 9년        | 10년       |
| 서기(西紀) | 752년      | 753년      | 754년      | 755년      | 756년      | 757년      | 758년      | 759년      | 760년      | 761년      |
| 간지(干支) | 임진(壬辰) | 계사(癸巳) | 갑오(甲午) | 을미(乙未) | 병신(丙申) | 정유(丁酉) | 무술(戊戌) | 기해(己亥) | 경자(庚子) | 신축(辛丑) |
| 찬보종     | 11년       | 12년       | 13년       | 14년       | 15년       | 16년       | 17년       |            |            |            |
| 서기(西紀) | 762년      | 763년      | 764년      | 765년      | 766년      | 767년      | 768년      |            |            |            |
| 간지(干支) | 임인(壬寅) | 계묘(癸卯) | 갑진(甲辰) | 을사(乙巳) | 병오(丙午) | 정미(丁未) | 무신(戊申) |            |            |            |

## 동시대 연호
| 이전 연호 (남조국 건원) | 중국의 연호 남조(南詔) | 다음 연호 장수(長壽) |